# Silberoxalat
Silberoxalat ist das Silbersalz der Oxalsäure.

## Gewinnung und Darstellung
Das Salz wird durch Ausfällen einer Silbernitratlösung mit Oxalsäure bei 40 °C hergestellt:
Anschließend wird es im Vakuum über Phosphorpentoxid getrocknet.
Alternativ kann statt der Oxalsäure auch mit Oxalaten in wässriger Lösung gearbeitet werden.

## Eigenschaften
Silberoxalat zerfällt bei 125 °C zu metallischen Silber und Kohlenstoffdioxid: